# كام غوردون
كام غوردون (بالإنجليزية: Cam Gordon)‏ هو لاعب اتحاد الرغبي أسترالي، (ولد في Bowral ‏ في أستراليا 1903  م).